# ТЕС Адрар
ТЕС Адрар – теплова електростанція на південному заході Алжиру в оазі Адрар.
В 1982 та 1984 роках на майданчику ТЕС ввели в дію чотири та дві генераторні установки на основі двигунів внутрішнього згоряння виробництва японської компанії Fuji потужністю по 1,75 МВт.
У 1987-му запустили дві встановлені на роботу у відкритому циклі газові турбіни виробництва Asea потужністю по 15 МВт, які того працювали на одній з електростанцій, що обслуговують найбільше нафтове родовище країни Хассі- Месауд, а в 1992-му додали ще одну таку ж турбіну, що прибула із заходу країни з ТЕС Бешар. 
Принциповим підсиленням майданчику став запуск в 1995-1996 роках чотирьох газових турбіни потужністю по 25 МВт виробництва італійської компанії Nuevo Pignone (за ліцензією концерну General Electric). Це, зокрема, дало можливість в 1997-му відправити всі три турбіни Asea на ТЕС Аннаба.
В подальшому виникла потреба у підсиленні майданчику, що відбувалось шляхом:
– повернення в 2007-му трьох турбін з ТЕС Аннаба;
– передислокації в 2010-му двох газових турбін виробництва John Brown потужністю по 20 МВт зі столичної ТЕС Хамма;
– передислокації в 2010-му двох газових турбін виробництва Pratt & Whitney потужністю по 23 МВт з ТЕС Таманрассет.
Як паливо станція наразі використовує природний газ, що надходить по трубопроводу Сбаа – Адрар.